# Dyan Cannon
Dyan Cannon (eigentlich Samile Diane Friesen; * 4. Januar 1937 in Tacoma, Washington) ist eine US-amerikanische Schauspielerin und Filmemacherin, die in den 1970er-Jahren ihre größten Erfolge hatte.

## Leben
Dyan Cannon stand ab 1958 für zahlreiche Fernsehserien vor der Kamera. Nach vier Kinoauftritten in den 1960er Jahren war sie ab 1971 regelmäßig auch auf der Leinwand zu sehen. Sie erhielt zwei Oscar-Nominierungen als beste Nebendarstellerin, zunächst für die Beziehungskomödie Bob & Carol & Ted & Alice (1969) und später für die Fantasy-Filmkomödie Der Himmel soll warten (1978). Nach ihren Auftritten in den Fernsehserien Ally McBeal (1997 bis 2000) und Three Sisters (2001) war sie in der Liebesromanze Boynton Beach Club (2006) und dem romantischen Fernsehdrama A Kiss at Midnight (2008) für längere Zeit letztmals vor der Kamera zu sehen. Im Jahr 2021 übernahm sie in Hope’s Legacy erneut eine Filmrolle.
1976 inszenierte sie den Kurzfilm Number One, der ihr eine Oscar-Nominierung in der Kategorie Bester Kurzfilm eingebrachte, gemeinsam mit Produzent Vince Cannon.
Dyan Cannon war die vierte Ehefrau von Cary Grant. Das Paar heiratete 1965 und ließ sich 1968 wieder scheiden. Aus der Ehe stammt die gemeinsame Tochter Jennifer Grant (* 1966), die sowohl für Grant als auch für Dyan Cannon das einzige Kind war. In zweiter Ehe war Cannon von 1985 bis 1991 mit dem Anwalt Stanley Finberg verheiratet. Der Jazzmusiker David Friesen ist Dyan Cannons Bruder.

## Filmografie (Auswahl)
- 1958: Have Gun – Will Travel (Fernsehserie, 2 Folgen)
- 1958/1962: 77 Sunset Strip (Fernsehserie, 2 Folgen)
- 1959: Josh (Wanted: Dead or Alive, Fernsehserie, Folge 2x16)
- 1960: J.D., der Killer (The Rise and Fall of Legs Diamond)
- 1960: Sie kannten keine Gnade (This Rebel Breed)
- 1960: Johnny Ringo (Fernsehserie, Folge 1x30)
- 1960: Kein Fall für FBI (The Detectives, Fernsehserie, Folge 1x25)
- 1962: Die Unbestechlichen (The Untouchables, Fernsehserie, Folge 3x14)
- 1964: Rauchende Colts (Gunsmoke, Fernsehserie, Folge 10x13)
- 1965: The Murder Game
- 1969: Bob & Carol & Ted & Alice
- 1971: Frauen der Ärzte (Doctors’ Wives)
- 1971: Der Anderson-Clan (The Anderson Tapes)
- 1971: Die Liebesmaschine (The Love Machine)
- 1971: Der Coup (Le Casse)
- 1971: So gute Freunde (Such Good Friends)
- 1973: Der Spürhund (Shamus)
- 1973: Sheila (The Last of Sheila)
- 1974: Child Under a Leaf
- 1976: Number One (Kurzfilm)
- 1978: Der Himmel soll warten (Heaven Can Wait)
- 1978: Inspector Clouseau – Der irre Flic mit dem heißen Blick (Revenge of the Pink Panther)
- 1980: On the Road Again (Honeysuckle Rose)
- 1980: Von Küste zu Küste (Coast to Coast)
- 1982: Das Mörderspiel (Deathtrap)
- 1982: Daddy! Daddy! Fünf Nervensägen und ein Vater (Author! Author!)
- 1983: Merlin und das Schwert (The Sword of Merlin, Fernsehfilm)
- 1984: 100 Karat (Master of the Game, Miniserie, 3 Folgen)
- 1985: Jenny’s War (Miniserie, 4 Folgen)
- 1988: She’s Having a Baby
- 1988: Caddyshack II
- 1990: The End of Innocence
- 1992: Schuld war nur der Weihnachtsmann (Christmas in Connecticut, Fernsehfilm)
- 1993: Beverly Hills, 90210 (Fernsehserie, Folge Die Besten des Jahres)
- 1993: Stage Fright – Eine Gurke erobert Hollywood (The Pickle)
- 1994: Diagnose: Mord (Diagnosis: Murder, Fernsehserie, 2 Folgen)
- 1996: Rockford – Teuflisches Komplott (Rockford Files: If the Frame Fits…, Fernsehfilm)
- 1997: Familie Robinson aus Beverly Hills (Beverly Hills Family Robinson, Fernsehfilm)
- 1997: Dieser verflixte Kater (That Darn Cat)
- 1997: Kopflos – 8 Köpfe im Koffer (8 Heads in a Duffel Bag)
- 1997: Tango gefällig? (Out to Sea)
- 1997: Allie & Me
- 1997–2000: Ally McBeal (Fernsehserie, 17 Folgen)
- 1998: Practice – Die Anwälte (The Practice, Fernsehserie, Folge 2x15)
- 1998: Paranormal – Im Bann der Aliens (The Sender)
- 2000: Spionin auf Urlaub (My Mother, the Spy, Fernsehfilm)
- 2001–2002: Three Sisters (Fernsehserie, 31 Folgen)
- 2003: Kangaroo Jack
- 2004: After the Sunset
- 2005: Boynton Beach Club
- 2008: A Kiss at Midnight (Fernsehfilm)
- 2021: Hope’s Legacy

## Auszeichnungen
- 1969: New York Film Critics Circle Award als beste Nebendarstellerin in Bob & Carol & Ted & Alice
- 1970: Oscar-Nominierung als beste Nebendarstellerin für Bob & Carol & Ted & Alice
- 1970: Golden-Globe-Nominierungen als beste Nebendarstellerin und beste Nachwuchsdarstellerin für Bob & Carol & Ted & Alice
- 1972: Golden-Globe-Nominierung als beste Hauptdarstellerin – Drama für So gute Freunde
- 1977: Oscar-Nominierung in der Kategorie Bester Kurzfilm für Number One
- 1979: Oscar-Nominierung als beste Nebendarstellerin für Der Himmel soll warten
- 1979: Golden Globe Award als beste Nebendarstellerin für Der Himmel soll warten
- 1983: Stern auf dem Hollywood Walk of Fame in der Kategorie Film